# Ивыгин, Геннадий Михайлович
Геннадий Михайлович Ивыгин (4 января 1926 — 15 января 2004) — передовик советской радиопромышленности, токарь Ленинградского завода радиотехнического оборудования Министерства радиопромышленности СССР, город Ленинград, Герой Социалистического Труда (1971).

## Биография
Родился в 1926 году в селе Бетьки Тукаевского района республики Татарстан.
Завершил обучение в семилетней сельской школы. Поступил учиться в ремесленное училище № 10 в городе Кронштадте. В начале Великой Отечественной войны находился в Ленинграде. В 1943 году мобилизован в Красную Армию. Участник войны с Японией. Служил автоматчиком 192-го стрелкового полка 12-й стрелковой дивизии Дальневосточного фронта.
В 1946 году, демобилизовавшись из Армии, поступил работать мотористом в Амурскую флотилию, где трудился четыре года. Вернулся в город Ленинград. Стал работать токарем на ремонтном заводе в Кронштадте.
В 1959 году перевёлся на Ленинградской оборонный завод. В 1960 году поступил учиться в техникум. В 1965 году назначен мастером. С 1964 года член КПСС. С 1966 года по 1998 год работал токарем Ленинградского завода радиотехнического оборудования Министерства радиопромышленности СССР.
Указом Президиума Верховного Совета СССР от 26 апреля 1971 года (закрытым) за достижение высоких показателей в производстве Геннадию Михайловичу Ивыгину присвоено звание Героя Социалистического Труда с вручением ордена Ленина и медали «Серп и Молот».
Работал на предприятии до выхода на заслуженный отдых в 1998 году. Избирался депутатом Ленинского районного Совета депутатов трудящихся города Ленинграда. Делегат XXVI съезда КПСС.
Проживал в Санкт-Петербурге.
Умер 15 января 2004 года. Похоронен на Серафимовском кладбище.

## Награды
За трудовые и боевые успехи был удостоен:
- золотая звезда «Серп и Молот» (26.04.1971)
- орден Ленина (26.04.1971)
- Орден Отечественной войны II степени (11.03.1985)
- Орден Знак Почёта (10.03.1981)
- другие медали.